# Exetastes albomaculatus
Exetastes albomaculatus là một loài tò vò trong họ Ichneumonidae.